# Франкфуртская группа

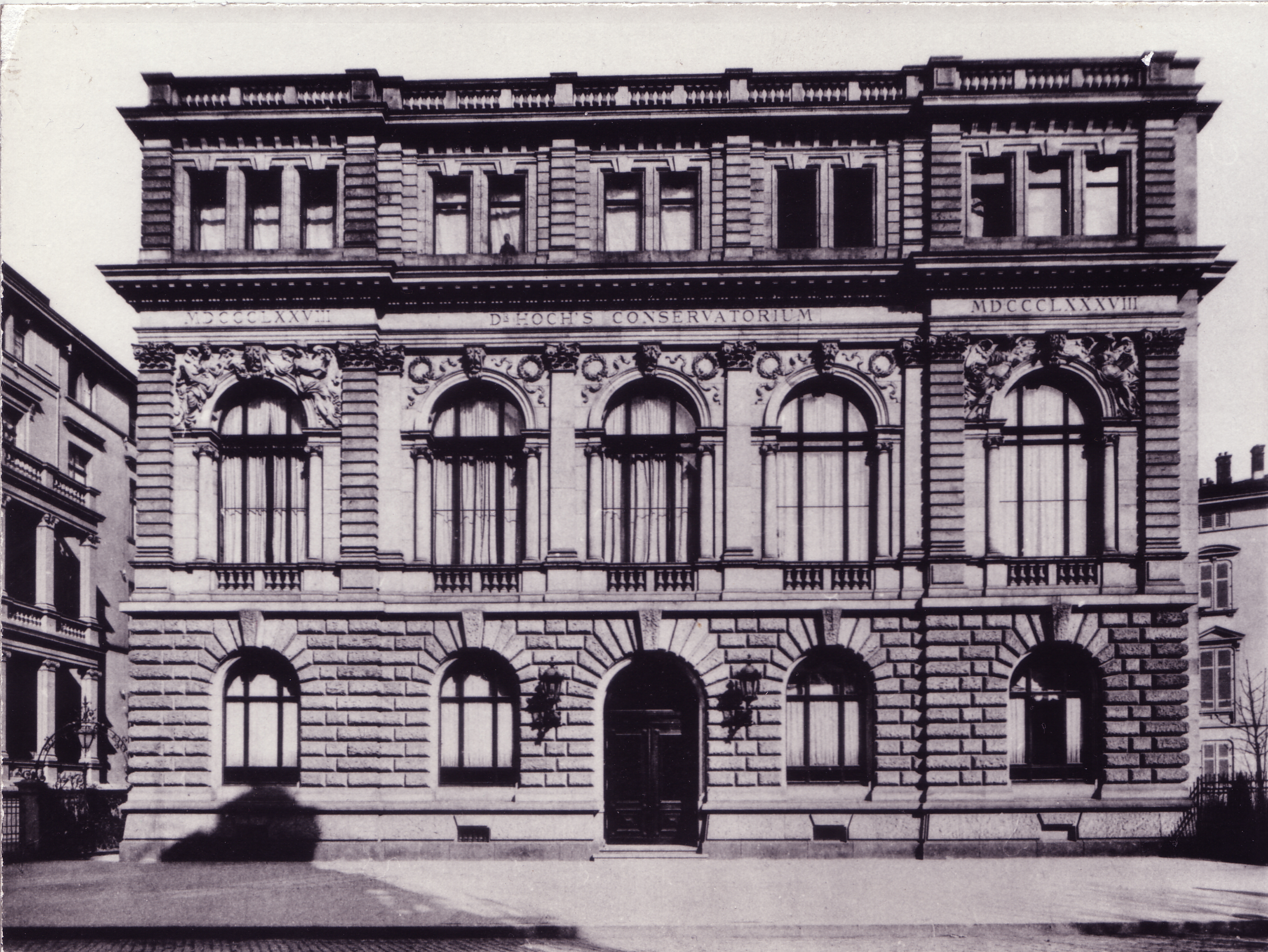
Старое здание консерватории Хоха по адресу Эшенхаймер Ландштрассе, 4; около 1900 года

Франкфуртская группа (англ. Frankfurt Group) ― дружеское объединение англоязычных композиторов, изучавших музыку под руководством Ивана Кнорра в консерватории Хоха во Франкфурте-на-Майне в конце 1890-х годов. В состав группы входили англичане Генри Балфур Гардинер, Норман О’Нил, Сирил Скотт и Роджер Квилтер, а также Перси Грейнджер и Фредерик Септимус Келли, родившиеся в Австралии, но зарекомендовавшие себя как композиторы во время пребывания в Англии.

## Особенности
Франкфуртскую группу объединяла скорее крепкая дружба и нонконформизм, чем наличие какой-либо общей цели (несмотря на то, что её представители единодушно разделяли неприязнь к творчеству Бетховена и критически отзывались о националистических мотивах, характерных для сочинений Хьюберта Пэрри и Чарльза Вильерса Стэнфорда, стоявших у истоков «английского музыкального Возрождения», а также для более поздних произведений Английской пасторальной школы, законодателями которой стали Ральф Воан-Уильямс и Густав Холст). Все члены Франкфуртской группы питали пристрастие к композициям Фредерика Делиуса. В целом, содружество молодых композиторов, обучавшихся за пределами своей родины, отличалось своим бунтарским настроем по отношению к тенденциям развития искусства конца XIX ― начала XX века; по этой причине творческие изыскания группы стояли особняком на фоне консервативного английского музыкального истеблишмента.
Перси Грейнджер описал Франкфуртскую группу как идейное сообщество композиторов-прерафаэлитов, проводя параллель с одноимённым направлением в английской живописи и утверждая, что в музыкальном плане группа выделяется среди других британских композиторских школ «благодаря чрезмерной эмоциональности [выражения мыслей], <…> в особенности трагической или сентиментальной, задумчивой или патетической», достигаемой за счёт сосредоточения внимания на комбинациях аккордов, а не на «музыкальной архитектуре» или «подлинно английских качествах величия, надежды и славы». Наиболее революционным и смелым было творчество Грейнджера и Скотта ― их музыкальный язык часто выходил за рамки общепринятых условностей. Скотт на какое-то время отказался от деления партитур на такты и от обозначения тактового размера, стал использовать диссонирующие гармонии и применять достаточно нестандартную и эксцентричную оркестровку. В музыке Квилтера, О’Нила и (иногда) Балфура Гардинера явно прослеживается влияние Делиуса.

## Галерея

Члены Франкфуртской группы
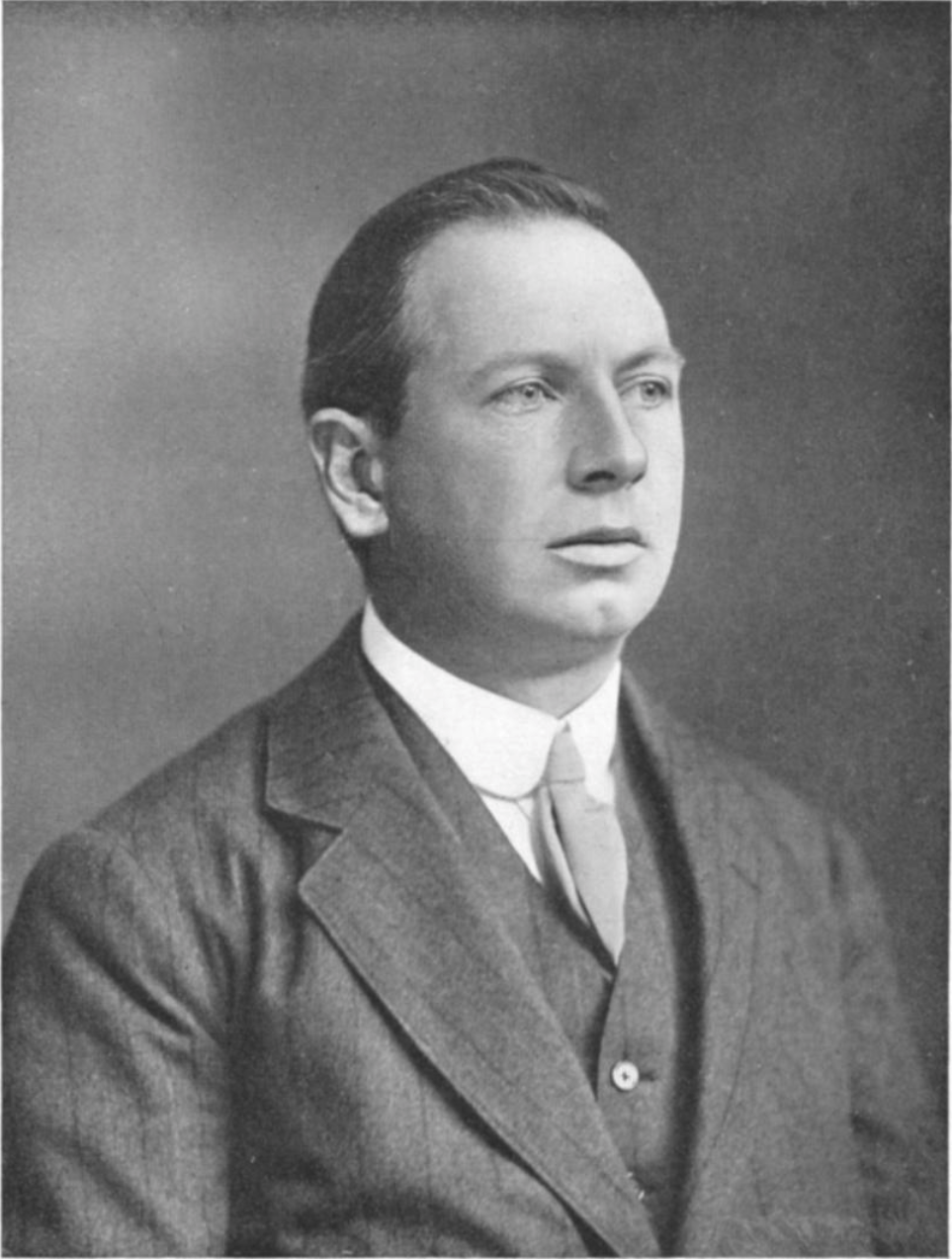
Генри Балфур Гардинер[англ.]
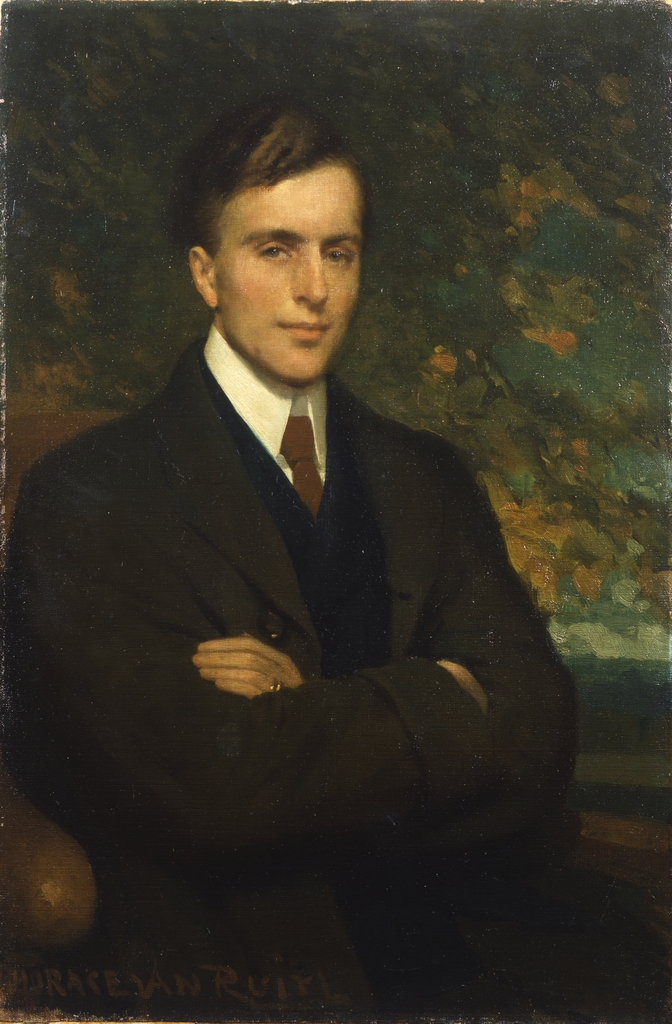
Норман О’Нил[англ.]
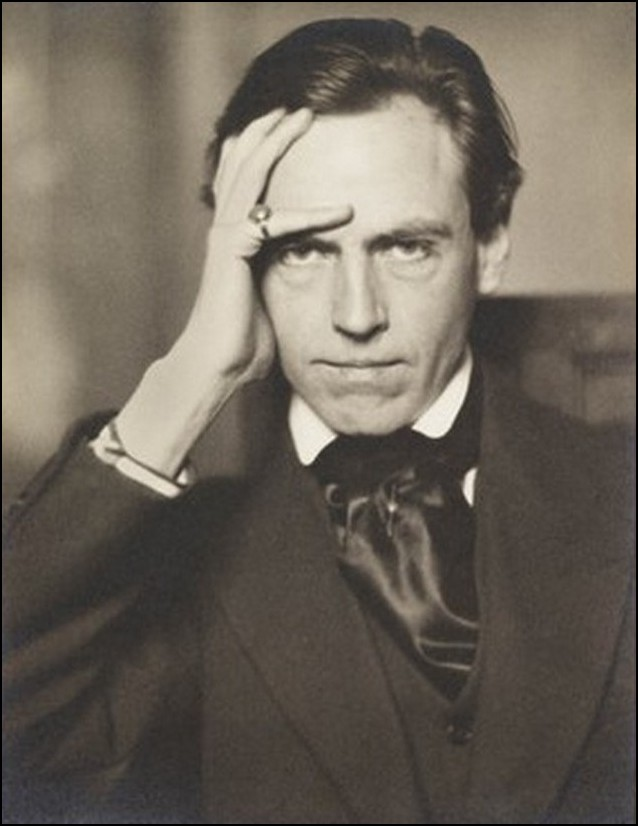
Сирил Скотт
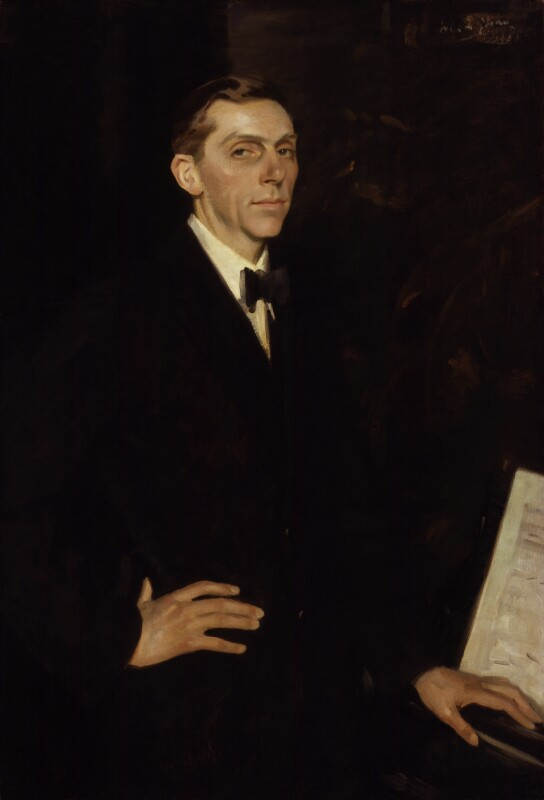
Роджер Квилтер[англ.]
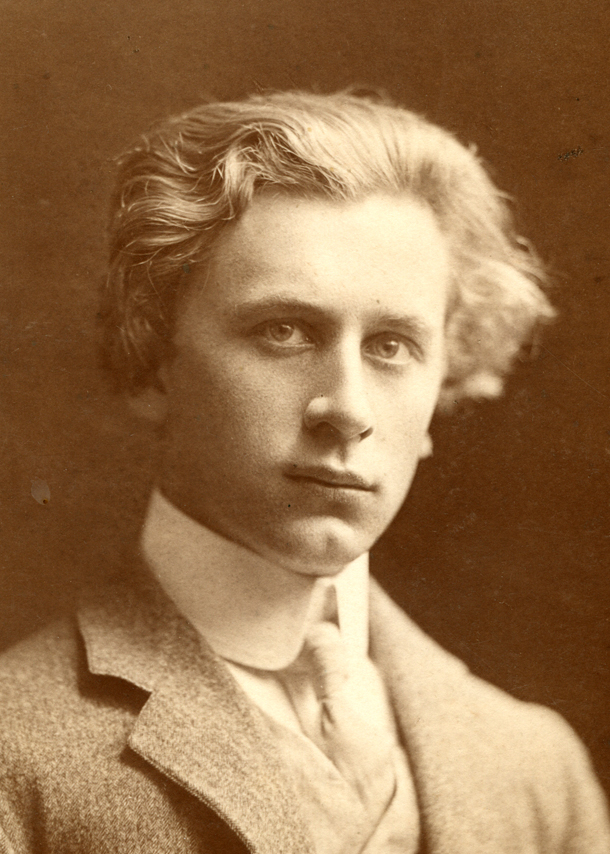
Перси Грейнджер
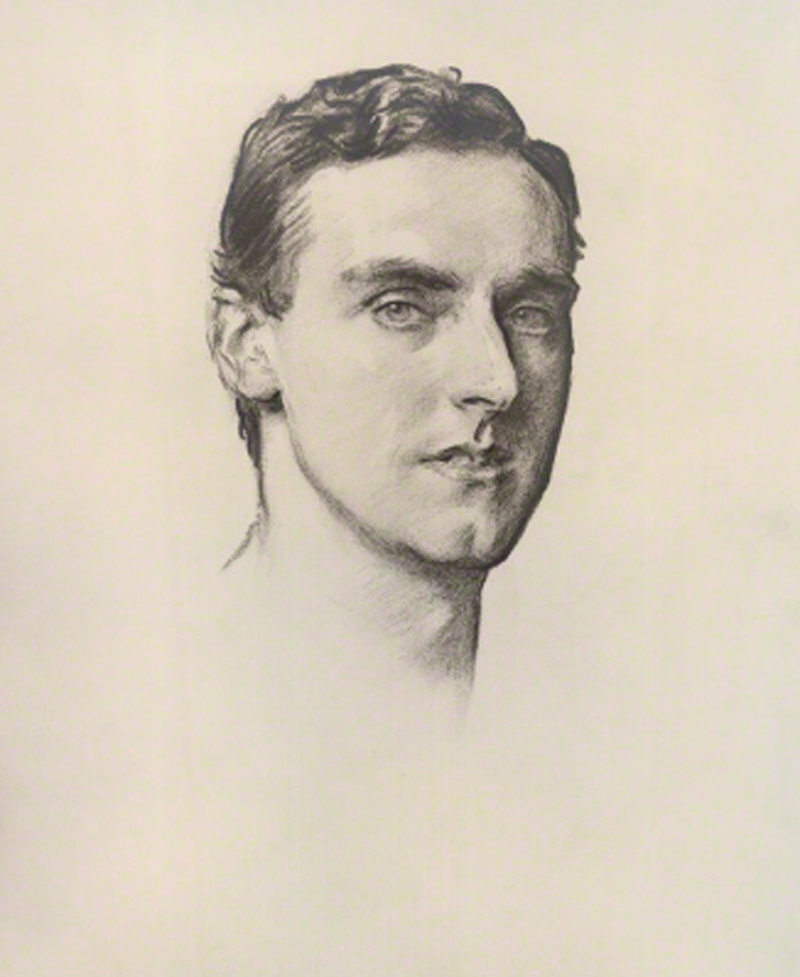
Фредерик Септимус Келли